# Гаррісон (округ, Айова)
Шаблон:StateAbbr_ 41°40′56″ пн. ш. 95°49′27″ зх. д. / 41.682222222222° пн. ш. 95.824166666667° зх. д.
Округ  Гаррісон (англ. Harrison County) — округ (графство) у штаті  Айова, США. Ідентифікатор округу 19085.

## Історія
Округ утворений 1851 року.

## Демографія
За даними перепису 
2000 року 
загальне населення округу становило 15666 осіб, зокрема міського населення було 3153, а сільського — 12513.
Серед мешканців округу чоловіків було 7695, а жінок — 7971. В окрузі було 6115 домогосподарств, 4305 родин, які мешкали в 6602 будинках.
Середній розмір родини становив 3,02.
Віковий розподіл населення поданий у таблиці:
| Стать    | До 15 років | 15-21 | 22-29 | 30-39 | 40-49 | 50-65 | 65-85 | Понад 85 |
| -------- | ----------- | ----- | ----- | ----- | ----- | ----- | ----- | -------- |
| Чоловіки | 1778        | 723   | 632   | 1069  | 1182  | 1198  | 988   | 125      |
| Жінки    | 1571        | 675   | 603   | 1088  | 1175  | 1206  | 1335  | 318      |

## Суміжні округи
- Монона — північ
- Кроуфорд — північний схід
- Шелбі — схід
- Поттаваттамі — південь
- Вашингтон, Небраска — південний захід
- Берт, Небраска — північний захід

## Виноски
1. ↑  U.S. Decennial Census. United States Census Bureau. Архів оригіналу за 12 травня 2015. Процитовано 17 липня 2014.
2. ↑  Historical Census Browser. University of Virginia Library. Архів оригіналу за 11 серпня 2012. Процитовано 17 липня 2014.
3. ↑  Population of Counties by Decennial Census: 1900 to 1990. United States Census Bureau. Архів оригіналу за 22 квітня 2014. Процитовано 17 липня 2014.
4. ↑  Census 2000 PHC-T-4. Ranking Tables for Counties: 1990 and 2000 (PDF). United States Census Bureau. Архів оригіналу (PDF) за 18 грудня 2014. Процитовано 17 липня 2014.
5. ↑  State & County QuickFacts. United States Census Bureau. Архів оригіналу за 7 червня 2011. Процитовано 17 липня 2014.(англ.) Наведено за англійською вікіпедією.
6. ↑  American FactFinder. Бюро перепису населення США. Архів оригіналу за 21 травня 2008. Процитовано 31 січня 2008.

| США | Це незавершена стаття з географії США. Ви можете допомогти проєкту, виправивши або дописавши її. |